# Warner TV Comedy
WarnerTV Comedy è un'emittente televisiva a pagamento tedesca lanciata l'8 maggio 2012 come glitz*.  È di proprietà della Turner Broadcasting System.

## Storia
Nell'agosto 2013, SES Platform Services (ora MX1) ha vinto una gara internazionale contro la Turner Broadcasting System, per fornire i servizi di Glitz, TNT Serie, Cartoon Network, Boomerang e TNT Film per il mercato di lingua tedesca e per la digitalizzazione dei contenuti di Turner, Turner on demand e servizi di Internet TV in Germania, Austria, Svizzera e la regione del Benelux a partire da novembre 2013.
Il 1º aprile 2014 il canale è stato rinominato TNT Glitz e ha iniziato a trasmettere via satellite su Sky Deutschland. Lo slogan Qui brilla il sole ("Hier scheint die Sonne") è stato cambiato in Siamo rosa ("Wir sind pink").

## Loghi

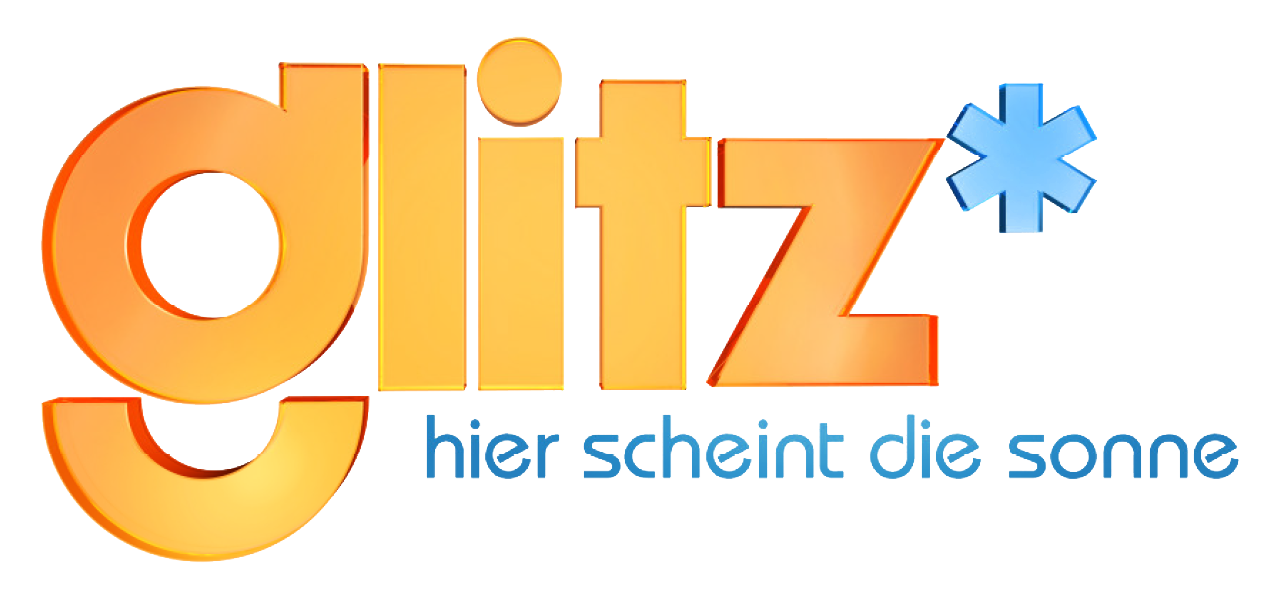
8 maggio 2012 - 31 marzo 2014
1º  aprile 2014 - 31 maggio 2016
1º giugno 2016 - 24 settembre 2021
In uso dal 25 settembre 2021

## Programmazione
WarnerTV Comedy ha presentato alcune serie comiche come Parks and Recreation, Web Therapy, Girls, Hot in Cleveland, Due uomini e mezzo e The Big Bang Theory e alcune serie drammatiche come Pretty Little Liars, Parenthood, Unforgettable, Grey's Anatomy, Una mamma per amica e Le sorelle McLeod. La programmazione originale include InStyle – Das TV-Magazin, programma incentrato sulla moda e sulle celebrità, presentato da Eva Padberg. Inoltre, dal 2016 presenta il blocco di Adult Swim, precedentemente trasmesso su TNT Serie.

### Programmazione originale
- Andere Eltern (2019-2021)
- Arthurs Gesetz (2018-2021)
- Ausgebremst (2020-2021)
- InStyle – Das TV-Magazin
- Mein Leben auf dem Land (2012-2016)
- No Ruhmservice (2012-2015)
- Ponyhof (2015-2018)
- Privat bei… (2012-2015)
- Simply Dana (2012-2016)
- The Mopes (2021-2022)

### Serie televisive
- 2 Broke Girls (2013-2014, 2016-presente)
- The 45 Rules of Divorce (2022-presente)
- 9 by Design (2012-2015)
- Angie Tribeca (2016-2018; prima TV stagioni 2-3)
- Bobcat Goldthwait's Misfits & Monsters (2018-2020)
- Damages (2013-2016)
- Girlfriends' Guide to Divorce (2016-2017)
- Girls (2012-2018)
- Great British Food Revival (2012-2016)
- Happily Divorced (2013-2017)
- Hot in Cleveland (2012-presente)
- I'm Sorry (2017-2022)
- Life in Pieces (2018-2021)
- Man Seeking Woman (2016-2019)
- Miracle Workers (2019-2022)
- Mr. Mayor (2022-presente)
- NTSF:SD:SUV:: (2016-2021; prima TV stagioni 2-3)
- Parenthood (2012-2016)
- Parks and Recreation (2012-2014, 2016)
- Pretty Little Liars (2012-2016)
- Proof (2015-2016)
- Reign (2015-2016)
- School of Saatchi (2012)
- Search Party (2016-presente)
- Spain... on the Road Again (2012-2016)
- The Detour (2016-2021)
- The Eric Andre Show (2016-2021)
- The Last O.G. (2018-2022)
- Those Who Can't (2016-2021)
- Unforgettable (2012-2016)
- Visionaries: Inside the Creative Mind (2012-2015)
- Web Therapy (2012-2018)
- Willy il principe di Bel Air (2021-presente; prima TV episodio reunion)
- Wrecked (2016-2021)
- Younger (2016-2021)

### Serie animate
- American Dad! (2017-presente; prima TV stagioni 14-)
- Close Enough (2020-presente)
- Dr. Stone (2020)
- Elinor Wonders Why (2020-presente)
- Harvey Birdman, Attorney at Law (2017-2018)
- Harley Quinn (2021-presente)
- Primal (2020-2022)
- Rick and Morty (2016-presente; prima TV stagioni 3-5)
- Robot Chicken (2016-presente)
- Samurai Jack (2017-presente; prima TV stagione 5)
- Sealab 2021 (2017-2018)
- The Rising of The Shield Hero (2020)
- The Shivering Truth (2020-2022)
- Vita da slime (2020)
- Your Pretty Face is Going to Hell (2016-2022; prima TV stagioni 3-4)

### Reality
- All on the Line with Joe Zee (2012-2015)
- Candidly Nicole (2015-2016)
- Donna Hay: Fast, Fresh, Simple (2012-2015)
- Eat, Drink, Love (2014-2016)
- Full Frontal with Samantha Bee (2016-presente)
- Interior Therapy (2014-2016)
- It's a Brad Brad World (2013-2016)
- My Kitchen Rules (2014-2016)
- Pregnant in Heels (2012-2015)
- She's Got the Look (2012-2015)
- Start-Ups: Silicon Valley (2015-2016)
- Tutto in 24 ore (2013-2016)
- The Rachel Zoe Project (2012-2016)
- Toned Up (2015-2016)
- Top Chef (2012-2015)
- Top Design (2012-2015)
- The Outdoor Room with Jamie Ddurie (2012-2015)